# Accelerate
Accelerate ist das 14. Studioalbum der US-amerikanischen Rockband R.E.M. Es erschien am 31. März 2008 in Europa und ist der Nachfolger des 2004 herausgebrachten Around the Sun.

## Produktion
Musikalisch ist das Album härter und rockiger als die vorhergehenden. Als erste Single wurde am 25. Februar 2008 Supernatural Superserious veröffentlicht. Eine Besonderheit des Albums ist die schnelle Aufnahmezeit. Innerhalb von nur drei Wochen wurde das komplette Album in drei verschiedenen Städten aufgenommen, wodurch Michael Stipe sich zum Schreiben der Texte unter Druck gesetzt fühlte, wie er dem Magazin Spin verriet.

## Rezeption
Pooltrax sagt über das Album „… man kann ihr kleines Comeback mit erdigen frischen und energiegeladenen Songs und schönen Melodien nun ausgiebig feiern“ und About Songs findet: „… Trotz all der Kritik ist “Accelerate” ein gutes REM-Album und beweist, dass die Band, im Gegensatz zu allen anderen Bands, die solange dabei sind, vollkommen zurecht weiter machen“.

## Titelliste
1. Living Well Is the Best Revenge – 3:11
2. Man-Sized Wreath – 2:32
3. Supernatural Superserious – 3:23
4. Hollow Man – 2:39
5. Houston – 2:05
6. Accelerate – 3:33
7. Until the Day Is Done – 4:08
8. Mr. Richards – 3:46
9. Sing for the Submarine – 4:50
10. Horse to Water – 2:18
11. I’m Gonna DJ – 2:07

Alle Songs des Albums wurden von den Bandmitgliedern selbst geschrieben.

## Veröffentlichungen
In Deutschland wurde nur die Single Supernatural Superserious veröffentlicht. Hollow Man wurde am 2. Juni 2008 in Großbritannien, Australien und den USA vertrieben. Die Singles Man-Sized Wreath und Until the Day is Done wurden lediglich über Download-Portale verbreitet.

## Chartplatzierungen

### Album
| Land           | Platz |
| -------------- | ----- |
| Großbritannien | 1     |
| Deutschland    | 2     |
| USA            | 2     |

### Singleauskopplungen
| Jahr | Titel                                | Chartpositionen | Chartpositionen | Chartpositionen | Chartpositionen | Chartpositionen | Chartpositionen |
| Jahr | Titel                                | US              | DE              | AT              | CH              | UK              |                 |
| ---- | ------------------------------------ | --------------- | --------------- | --------------- | --------------- | --------------- | --------------- |
| 2008 | Supernatural Superserious            | 85              | 26              | 26              | 21              | 54              |                 |
| 2008 | Hollow Man                           | –               | –               | –               | –               | 200             |                 |
| 2008 | Man-Sized Wreath (UK: 7" & Download) | –               | –               | –               | –               | –               |                 |
| 2008 | Until the Day Is Done (Download)     | –               | –               | –               | 49              | –               |                 |